# Повіт Оно (Ґіфу)
Пові́т О́но (яп. 大野郡, おおのぐん, МФА: [oːno guɴ]) — повіт у префектурі Ґіфу, Японія.